# ساو خوسيه دو أليغري
ساو خوسيه دو أليغري بلدية تقع في ولاية ميناس جيرايس في المنطقة الجنوبية الشرقية من البرازيل.